# The Journey Down
The Journey Down est un jeu vidéo d'aventure en pointer-et-cliquer développé et édité par Skygoblin, sorti en 2010 sur Windows, Mac, Linux et iOS.

## Épisodes
- Chapter One: Over the Edge (2010)
- Chapter Two: Into the Mist (2014)
- Chapter Three (2017)

## Accueil
- Chapitre 1 : Adventure Gamers : 4/5[1] - Eurogamer : 6/10[2]
- Chapitre 2 : Adventure Gamers : 4/5[3] - Rock, Paper, Shotgun : « Ce chapitre 2 marque une belle progression par rapport au chapitre 1 » (John Walker)[4]
- Chapitre 3 : Adventure Gamers : 4,5/5[5]